# Toon Roos

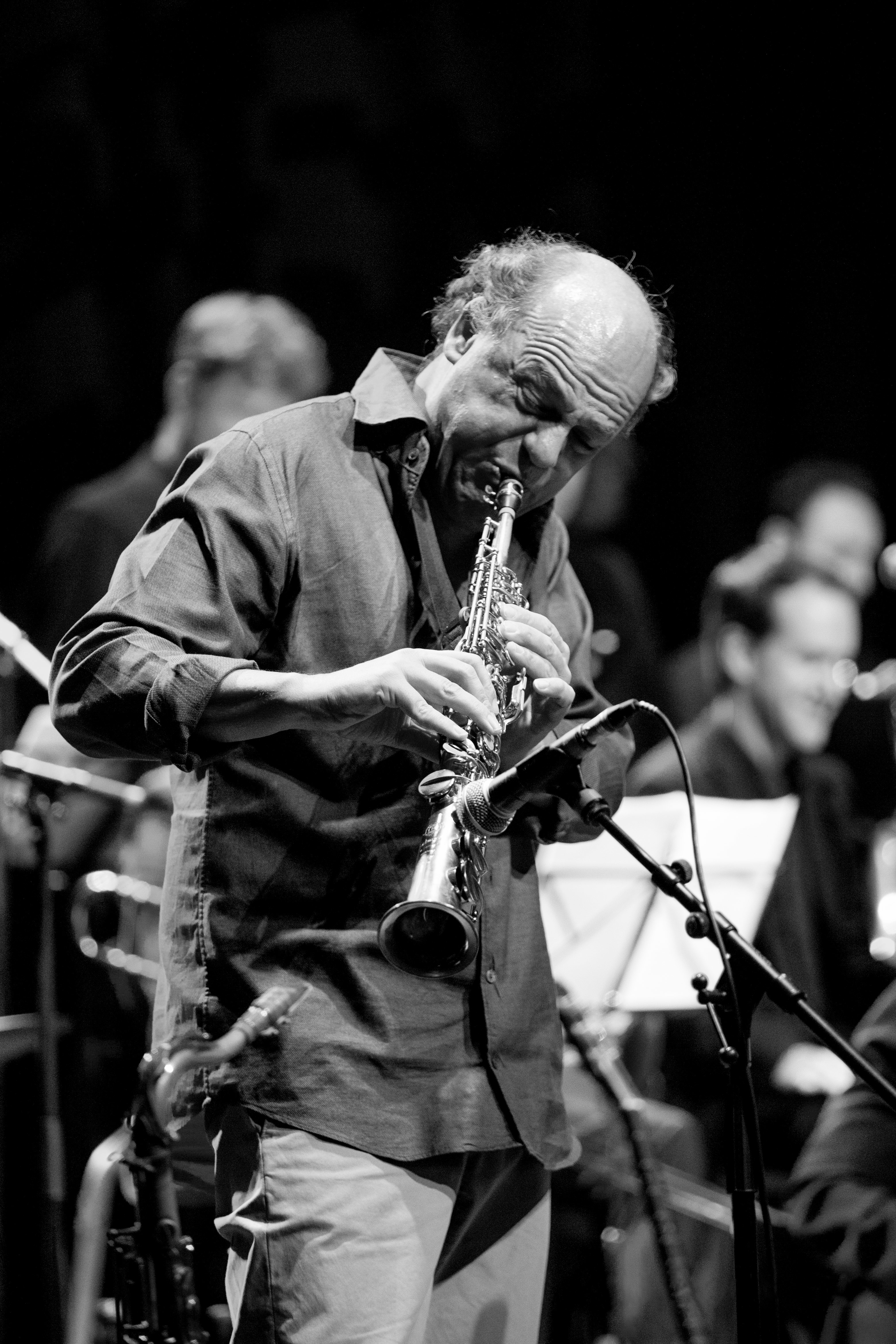
Toon Roos

Toon Roos (* 11. April 1964 in Alphen aan den Rijn) ist ein niederländischer Jazzmusiker (Tenor- und Sopransaxophon,  Komposition).

## Leben und Wirken
Roos begann als Zwölfjähriger, Saxophon bei Albert Beltman in der Musikschule in Alphen zu lernen. Seit 1980 gehörte er dort zur Saxophongruppe Five and More. Er studierte am Konservatorium von Rotterdam bei Ferdinand Povel (Abschluss 1985).
Noch als Student spielte Roos 1984 auf dem North Sea Jazz Festival, gefolgt von einer Tour durch Holland, spielte als Solist mit dem Metropole Orkest und nahm im selben Jahr sein erstes Album „First Impression“ (Timeless Records) mit seinem Quartett auf. Seitdem spielte er auf zahlreichen Festivals und nahm Alben mit eigenen Gruppen (Toon Roos Quartett, Toon Roos Group, Ack van Rooyen/Toon Roos Quintet) auf. 1989 ging er mit einem Stipendium des niederländischen Kultusministeriums nach New York, wo er bei George Coleman, Bob Berg und Bill Evans Unterricht nahm. Daneben spielte er dort mit dem Organisten Jack McDuff und Toots Thielemans
Roos war Mitglied der Bigband von John Clayton, des Metropole Orkest und der „Concert Jazz Band“ (Leitung Henk Meutgeert). Seit seiner Gründung 1983 ist er Mitglied des „Dutch Jazz Orchestra“ (Leitung zeitweise Jerry van Rooyen). Auf ihrem Album „Update“ ist er Solist neben Rob Madna. Er spielte u. a. mit Benjamin Herman/Peter Ypma, Ivan Paduart, Enrico Pieranunzi, John Scofield, Bob Brookmeyer, Philip Catherine und Joe Zawinul (Tribute to Charlie Parker 2005).
Mitglieder seiner Funk-Jazz Band „Toon Roos Group“ sind zurzeit der Pianist und Keyboarder Berthil Bustra, der Gitarrist Peter Tiehuis, der Bassist Boudewijn Lucas, der Schlagzeuger Martijn Vink und der Perkussionist Bart Fermie. Mitglieder seines Jazz-Quartetts „Toon Roos Quartet“ sind der Pianist Karel Boehlee, der Bassist Hein van de Geyn und der Schlagzeuger Dré Pallemaerts.
Roos unterrichtete zwischen 1993 und 2002 an verschiedenen Konservatorien in den Niederlanden (Maastricht, Hilversum, Groningen, zurzeit und Utrecht) und in Master Classes. Seit 2001 ist Toon als Dozent an der Jazzabteilungen des Koninklijk Conservatorium Den Haag tätig.

## Preise und Auszeichnungen
Roos erhielt 1984 den Wessel-Ilcken-Preis als bester Nachwuchs-Jazzmusiker beim Wettbewerb von Dordrecht. 2001 wurde er mit dem Bird Award des North Sea Jazz Festival ausgezeichnet. Mit seiner Komposition „Reach for the Rose“ gewann er 2004 den zweiten Preis der International Songwriting Competition.